# San Paio (Vigo)
San Pelayo, Sampayo o San Paio de Fóra es una antigua parroquia del ayuntamiento de Vigo. Limita con las parroquias de Candeán, Lavadores, San Xoán Do Monte, Teis y Vigo Centro y pertenece al arciprestazgo de Vigo-Lavadores. Tiene 2 entidades de población, O Casal y San Paio, y aproximadamente 3.700 vecinos.

## Historia
Hasta la década de 1970 pertenecía a la parroquia de Lavadores. Conserva un peto de ánimas del siglo XIX en un conjunto de casas antiguas, y un par de lavaderos.

## Galería de imágenes

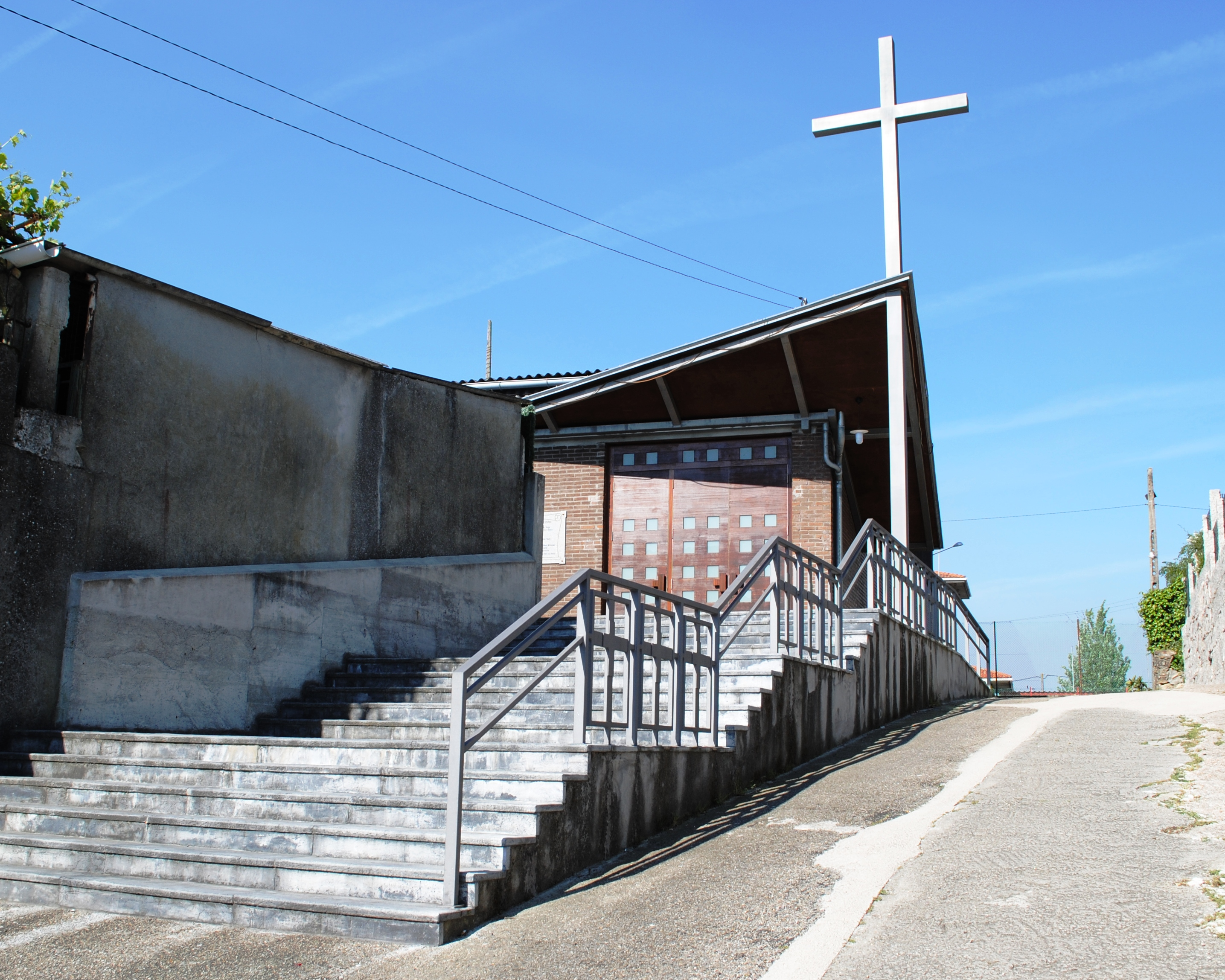
Iglesia parroquial.
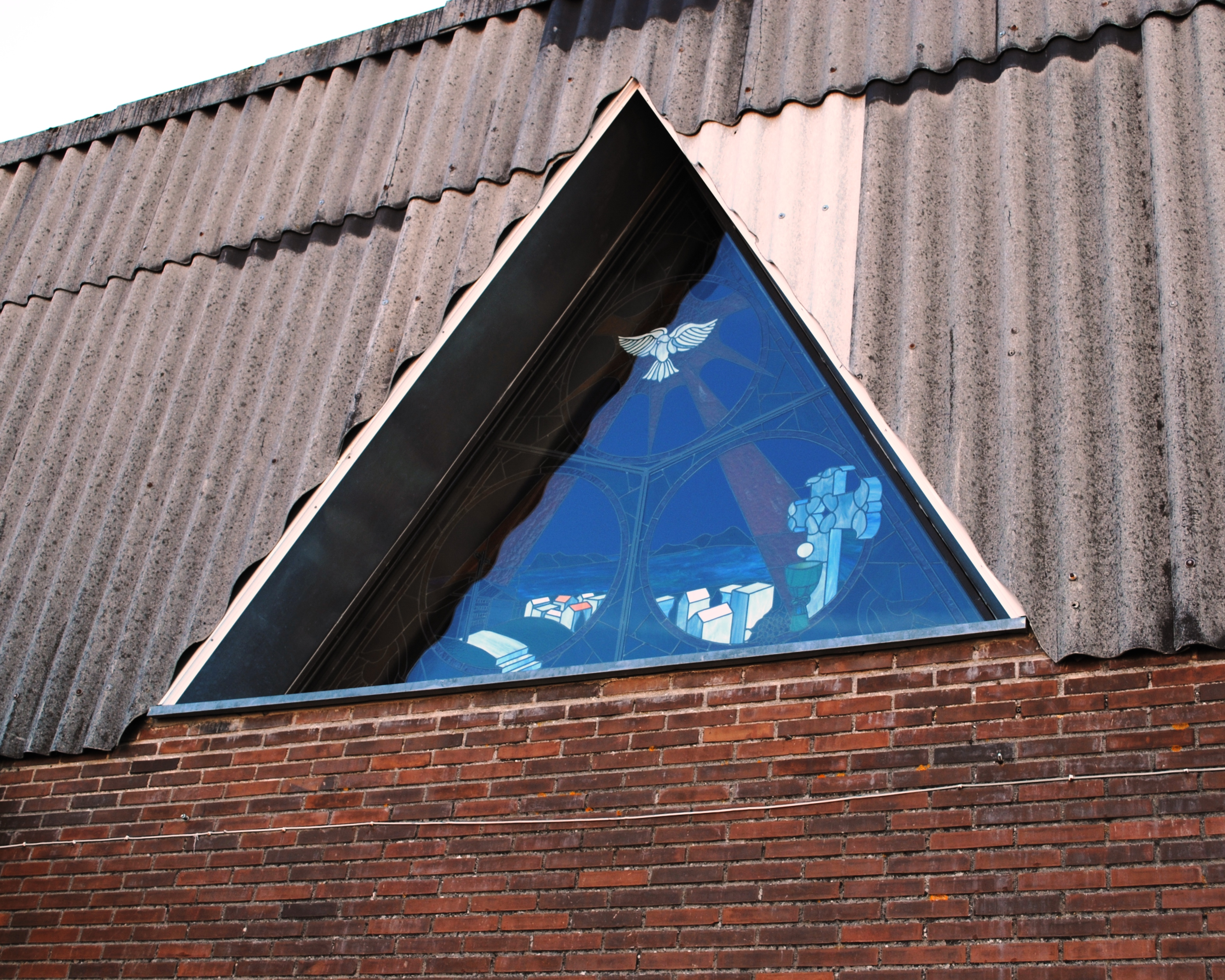
Vidriera de la iglesia.
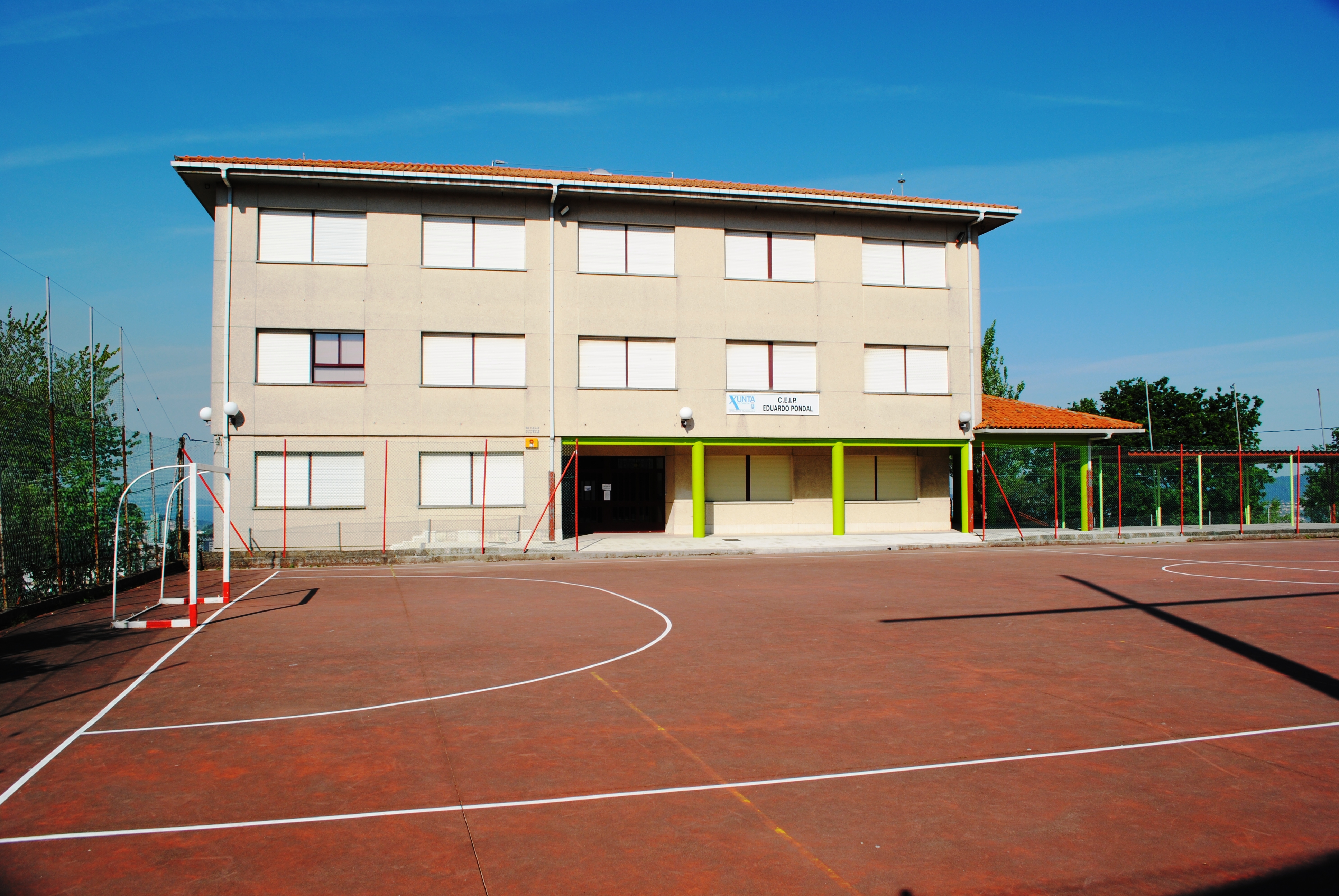
C.E.I.P. Eduardo Pondal.